# Julie Peasgood
Julie May Peasgood (* 28. Mai 1956 in Cleethorpes, Lincolnshire) ist eine britische Schauspielerin, Fernsehmoderatorin, Autorin und Sprecherin.
Peasgood wurde als Arbeiterkind in Nordengland geboren. Ihre Mutter arbeitete zeitweise als Seiltänzerin und Joungleurin im Bertram Millis Circus. Dort lernte sie Julies Vater kennen, der als Mitarbeiter des Sozialamtes arbeitete. Peasgood besuchte die Wintringham School in Grimsby und arbeitete danach in einem Fish-and-Chips-Laden in Cleethorpes. Später besuchte sie die Arts Educational School in Golden Lane.
Aus ihrer ersten Ehe mit Peter McEnery stammt die Schauspielerin Kate McEnery. Seit 1998 ist sie mit dem Schauspieler Patrick Pearson verheiratet.

## Filmographie (Auswahl)
- 1974: Seven Faces of Woman
- 1974: Sadie, It’s Cold Outside
- 1975: Die romantische Engländerin (The Romantic Englishwoman)
- 1983: Das Haus der langen Schatten
- 1989: Anleitung zum Ehebruch
- 1995: Bugs – Die Spezialisten
- 1996: Inspektor Wexford ermittelt
- 1997: Emmerdale Farm
- 2019: Years and Years
- 2019: Rosamunde Pilcher: Der magische Bus